# Ruby Elzy
Répertoire
- John Henry, drame musical : Julie Anne
- Porgy and Bess, opéra : Serena
Ruby (Pearl) Elzy est une chanteuse (occasionnellement actrice) américaine, née le 20 février 1908 à Pontotoc (Mississippi), morte le 26 juin 1943 à Détroit (Michigan).

## Biographie

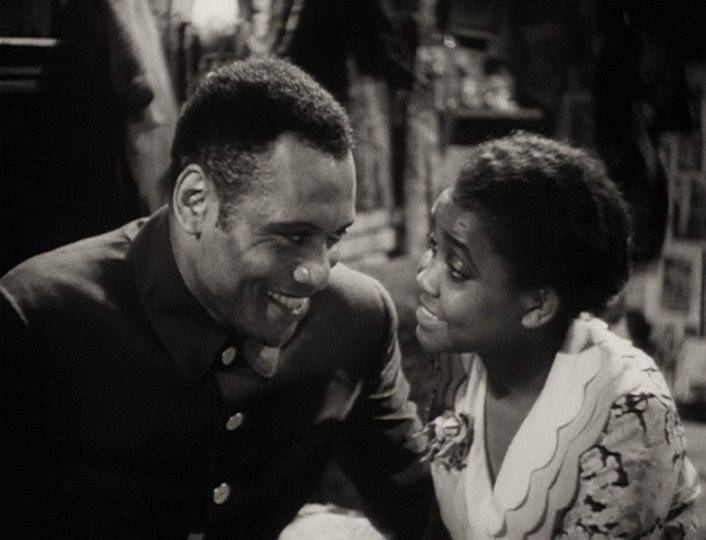
Dans The Emperor Jones (1933),
avec Paul Robeson

## Enfance et éducation
Ruby Elzy naît 20 février 1908 à Pontotoc (Mississippi). Son père Charlie Elzy abandonne sa famille lorsqu'elle a trois ans. Sa mère Emma Elzy multiplie les emplois pour les faire vivre. Ruby Elzy chante pour la première fois en public, à l'église, à l'âge de quatre ans.
En 1926, elle fait ses études au Rust College. C'est là que le Dr Charles Chester McCracken, un professeur blanc de l'Université d'État de l'Ohio remarque ses talents musicaux et la persuade de rejoindre cette université. 

## Carrière
Ruby Elzy, chanteuse dans la tessiture de soprano, suit des études musicales principalement à l'Université d'État de l'Ohio (1927-1930), puis à la Juilliard School de New York (1930-1934). Pendant cette seconde période, elle interprète un rôle de chanteuse dans le film The Emperor Jones de Dudley Murphy, sorti en 1933, aux côtés de Paul Robeson dans le rôle-titre.
Le scénariste de ce film est DuBose Heyward, bientôt librettiste de l'opéra Porgy and Bess. Sur sa recommandation, elle auditionne pour le compositeur George Gershwin, lequel la retient pour créer le rôle de Serena, à Boston en septembre 1935, puis à Broadway (New York) d'octobre 1935 à janvier 1936, avec Todd Duncan et Anne Brown dans les rôles-titre. Elle interprète plus de huit-cents fois ce rôle majeur durant sa brève carrière (par la suite, en tournée et lors d'une reprise à Broadway, de janvier à septembre 1942).
Toujours à Broadway, elle participe en 1937 au mélodrame Brown Sugar, puis  en 1940 au drame musical John Henry (en) — sur une musique de Jacques Wolfe (en) —, où elle retrouve Paul Robeson dans le rôle-titre (avec également Josh White en soliste et Bayard Rustin comme choriste).
En 1936, Ruby Elzy se produit en concert (son premier) avec l'orchestre philharmonique de New York, sous la direction de George Gershwin. L'année suivante (1937), elle donne son premier récital au Town Hall de New York, chante à l'Hollywood Bowl de Los Angeles (durant un concert en hommage à Gershwin qui venait de mourir), ainsi qu'à la Maison-Blanche (pour la première dame Eleanor Roosevelt).
Active aussi dans le répertoire du gospel, elle collabore en particulier au drame musical Run, Little Chillun (musique d'Hall Johnson), en 1938 à Los Angeles. En outre, elle est soliste à la radio (entre autres, dans la série de la NBC The Melody Master).
Au cinéma, elle apparaît dans quatre autres films américains, les trois premiers (sortis en 1938 et 1939) dans des petits rôles non crédités. Le dernier est Birth of the Blues de Victor Schertzinger (avec Bing Crosby et Mary Martin), sorti en 1941, où elle s'illustre dans un autre de ses répertoires, celui du blues.
En 1940, elle participe à son unique enregistrement officiel, sur disque 78 tours Decca, de la suite de negro spirituals Reverend Johnson's Dream, pour soprano, contralto, baryton, ensemble vocal et piano, à la demande du compositeur Harold Arlen.
En 1943, au moment où elle pressentie pour interpréter le rôle-titre dans l'opéra Aida (musique de Giuseppe Verdi), et une semaine après avoir personnifié une ultime fois Serena dans Porgy and Bess, Ruby Elzy meurt prématurèment, des suites d'une opération pour une tumeur bénigne du cerveau.

## Répertoire

### À Broadway (intégrale)
- 1935-1936 : Porgy and Bess, opéra, musique de George Gershwin, lyrics d'Ira Gershwin et DuBose Heyward, livret de ce dernier, d'après la pièce Porgy de Dorothy et DuBose Heyward, mise en scène de Rouben Mamoulian : Serena
- 1937 : Brown Sugar, mélodrame de Bernie Angus, mise en scène et production de George Abbott : Sarah
- 1940 : John Henry, drame musical, musique de Jacques Wolfe, lyrics et livret de Roark Bradford : Julie Anne
- 1942 : Porgy and Bess, reprise : Serena

### Autres lieux (sélection)
- 1935 : Porgy and Bess (création mondiale à Boston) : Serena
- 1938 : Run, Little Chillun, drame musical, musique, lyrics et livret d'Hall Johnson (à Los Angeles) : Ella Jones

## Filmographie complète
- 1933 : The Emperor Jones de Dudley Murphy : Dolly
- 1938 : Frou-Frou (The Toy Wife) de Richard Thorpe : Mulâtre à l'étal de fruits (non créditée)
- 1939 : Un homme à la page (Tell No Tales) de Leslie Fenton : Femme dans le fauteuil à la veillée funèbre (non créditée)
- 1939 : Way Down South de Leslie Goodwins et Bernard Vorhaus : Chanteuse dans le Chœur d'Hall Johnson (non créditée)
- 1941 : Birth of the Blues de Victor Schertzinger : Ruby